# 昆塔德蒂爾科科

昆塔德蒂爾科科在奧伊金斯將軍解放者大區的位置

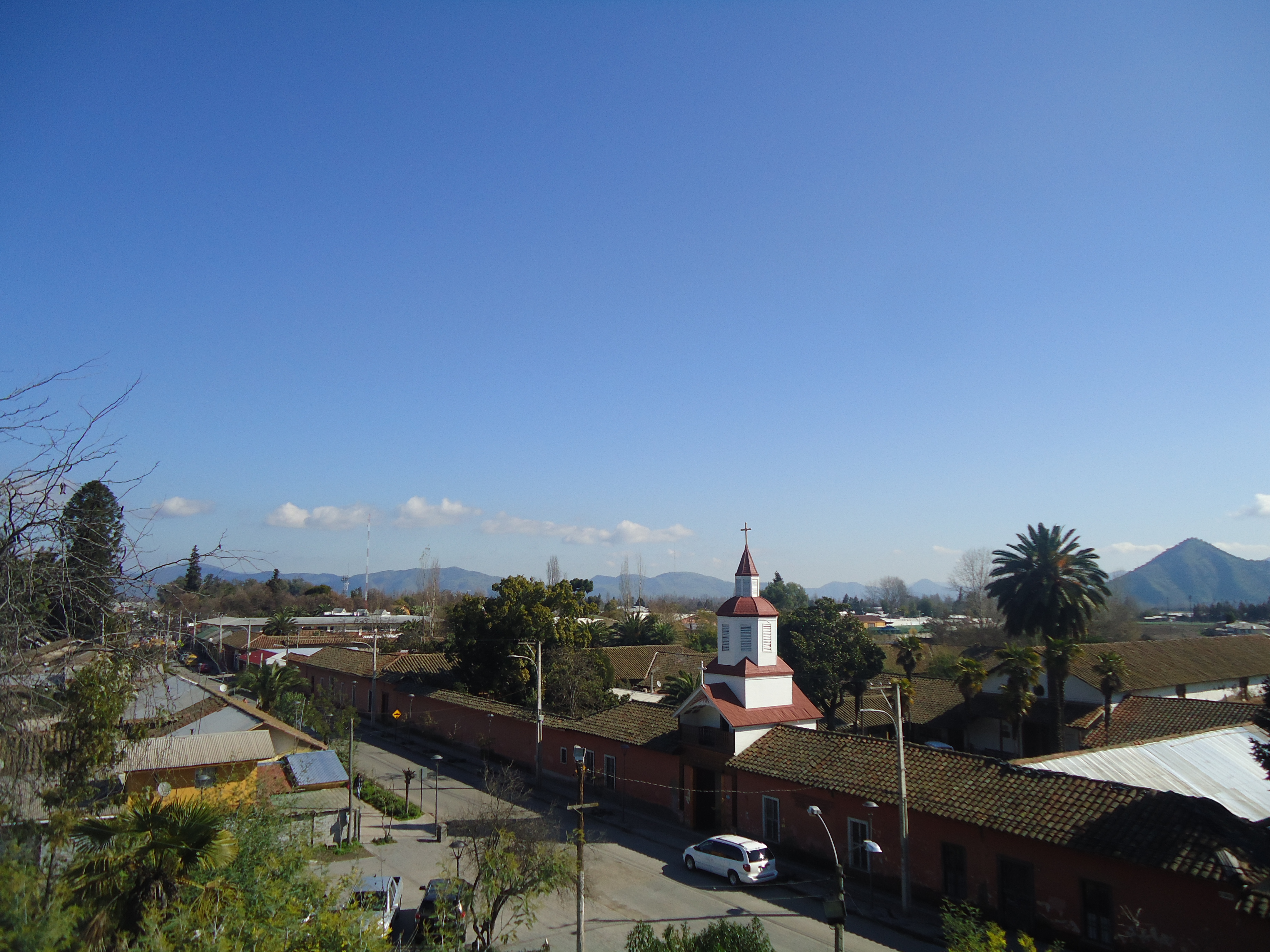

34°21′17″S 70°57′49″W / 34.35472°S 70.96361°W
昆塔德蒂爾科科（西班牙語：Quinta de Tilcoco），是智利的城市，位於該國中部奧伊金斯將軍解放者大區的卡查波阿爾省，始建於1891年12月22日，面積93平方公里，海拔高度276米，2012年人口12,379人，人口密度每平方公里130人。